# 安德魯·威爾森 (游泳運動員)
安德魯·威爾森（英語：Andrew Wilson，1993年9月16日—）是一名出生於美國馬里蘭州的游泳運動員，曾經獲得2019年世界游泳錦標賽男子4×100米混合泳接力銀牌及男女混合4×100米混合泳接力銀牌。

## 外部連結
- 安德魯·威爾森的X（前Twitter）
- 安德魯·威爾森的Instagram帳戶